# 时刻准备着
时刻准备着是先锋运动中的铭言，大多数社会主义国家先锋运动组织采用这一口号，也是队徽上常见的口号。
先锋运动的这一铭言可追溯到童军铭言：“准备”。俄国内战结束后，原沙皇俄国的童军组织被改组为少年先锋队。留下来支持红军和共青团的童军负责人建议以“先锋”命名这一组织，并且说服共青团保留俄国童军“准备”这一口号，将其修改为“时刻准备着”。
罗伯特·贝登堡童军铭言从1907年开始使用这一口号，意为童军需要在身心上保持准备好的状态。社会主义国家的“时刻准备着”则多与社会主义、和平和国家建设有关。

## 列表
- 弗拉基米尔·列宁全联盟先锋组织（苏联）：时刻准备着！（俄语：Всегда готов!）

- 恩斯特·台尔曼先锋组织（东德）：“为了和平和社会主义——时刻准备着”（德語：Für Frieden und Sozialismus seid bereit – Immer bereit）

呼号：“准备好”（Seid bereit），回答：“时刻准备着！”（Immer bereit!）。
- 恩维尔先锋队（阿尔巴尼亚）：“时刻准备着！”，与苏联决裂后停止使用。
- 季米特洛夫先锋组织“九月党人”（保加利亚）：“时刻准备着！”。
- 社会主义青年联盟先锋组织（捷克斯洛伐克）：呼号：“为了建设和保卫社会主义祖国，准备着！”（捷克語：K budování a obraně socialistické vlasti buď připraven!），回答：“时刻准备着！”（捷克語：Vždy připraven!）
- 中国少年先锋队（中华人民共和国）：呼号：“准备着，为共产主义事业而奋斗！”回答：“时刻准备着！”
- 朝鲜少年团（朝鲜）：“时刻准备！”（／!）
- 苏赫巴托尔蒙古先锋队组织（蒙古）：“时刻准备着！”[3]
- 胡志明少年先锋队（越南）：准备着（越南语：／[4]）

呼号：“为了社会主义祖国，为了伟大的胡伯伯的理想：准备着！”（越南语：／）

苏联少先队标志上的俄语口号
台尔曼先锋组织标志上的德语口号
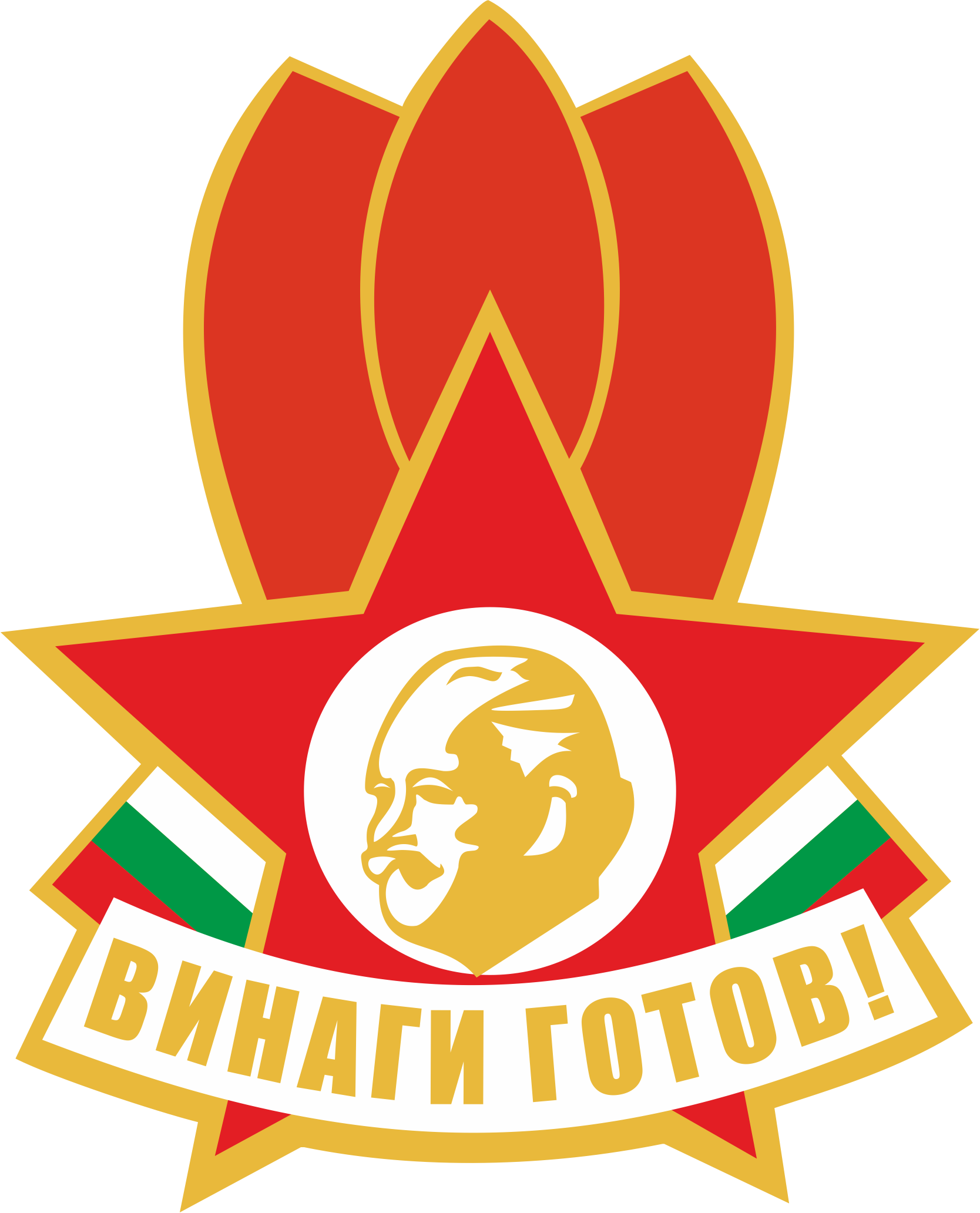
季米特洛夫先锋队标志上的保加利亚语口号
朝鲜少年团标志上的朝鲜语口号